# Reino de Bulgaria
El Reino de Bulgaria (en búlgaro: Царство България) o Zarato de Bulgaria se constituyó el 5 de octubre de 1908, cuando el Principado de Bulgaria proclamó su independencia del Imperio otomano y se elevó a rango de reino. Este movimiento también formalizó la anexión de la provincia otomana de Rumelia Oriental, que había estado bajo control de Bulgaria desde 1885. En 1946 se abolió la monarquía, su último zar fue enviado al exilio y el reino fue reemplazado por una República Popular. Aunque raramente, a veces es denominado el Tercer Imperio Búlgaro. Sin embargo, el Tercer Estado búlgaro fue reconocido internacionalmente como un Reino.

## Antecedentes

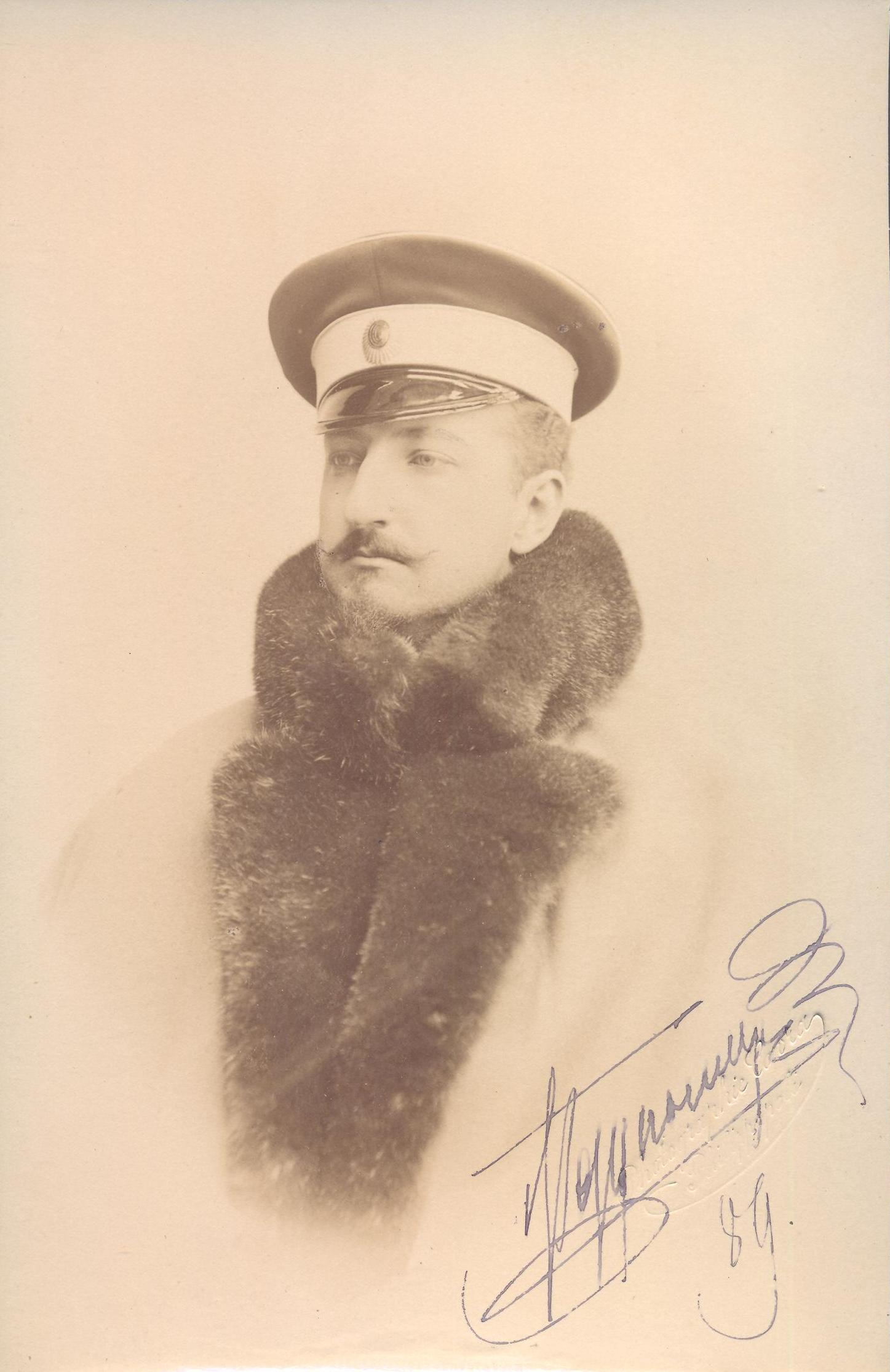
Zar Fernando I.

A pesar del establecimiento del primer ente autónomo búlgaro en forma de principado autónomo dentro del Imperio otomano en 1878 y de la posterior ocupación de Rumelia Oriental en 1885, existía una abundante población considerada búlgara en los territorios administrados directamente por el Imperio, principalmente en Macedonia. Esta región, sin embargo, se hallaba en disputa entre los nuevos Estados balcánicos, el Reino de Serbia y el Reino de Grecia, además de la propia Bulgaria, por razones económicas, culturales y de equilibrio poder en los Balcanes. El enfrentamiento por el control de este territorio se extendió hasta la Primera Guerra Mundial.
En 1903 se produjo una rebelión fomentada por Bulgaria en Macedonia que pareció iba a desencadenar un enfrentamiento por el territorio. En 1908, aprovechando la crisis internacional por la toma del poder por los Jóvenes Turcos en Estambul, el príncipe Fernando proclamó la independencia y se declaró zar del nuevo Reino de Bulgaria, el 22 de septiembrejul./ 5 de octubre de 1908greg. en la Iglesia de los Cuarenta Mártires de Veliko Tarnovo.

## Características de la política nacional
Tras la conversión del principado en reino en 1908 durante la Crisis bosnia, se acentuó la concentración de poder en manos del zar: desde 1912 podía firmar tratados internacionales secretos sin el permiso de las Cortes búlgaras. Continuó la corrupción de las elecciones, que se ajustaban a los deseos del monarca y del primer ministro que escogía en cada momento. El creciente poder de Fernando no se basó en la abrogación de la Constitución o en la instauración formal de una dictadura regia, sino en el hábil uso de los poderes constitucionales otorgados a la figura del monarca, especialmente en su capacidad de elegir a los miembros del Consejo de Ministros. Como en otros países de la región, lo habitual no era elegir al Gobierno a través de las elecciones, sino que el monarca escogiese a este y a continuación se celebrasen las votaciones que, controladas por el nuevo gabinete, confirmaban la elección de Fernando. El funcionariado desarrolló una dependencia a la composición del gabinete que la hizo dependiente de manera indirecta también de los favores del monarca, que transformó en la práctica el sistema político en una especie de absolutismo constitucional.

## Historia

### La disputa por Macedonia y las Guerras Balcánicas

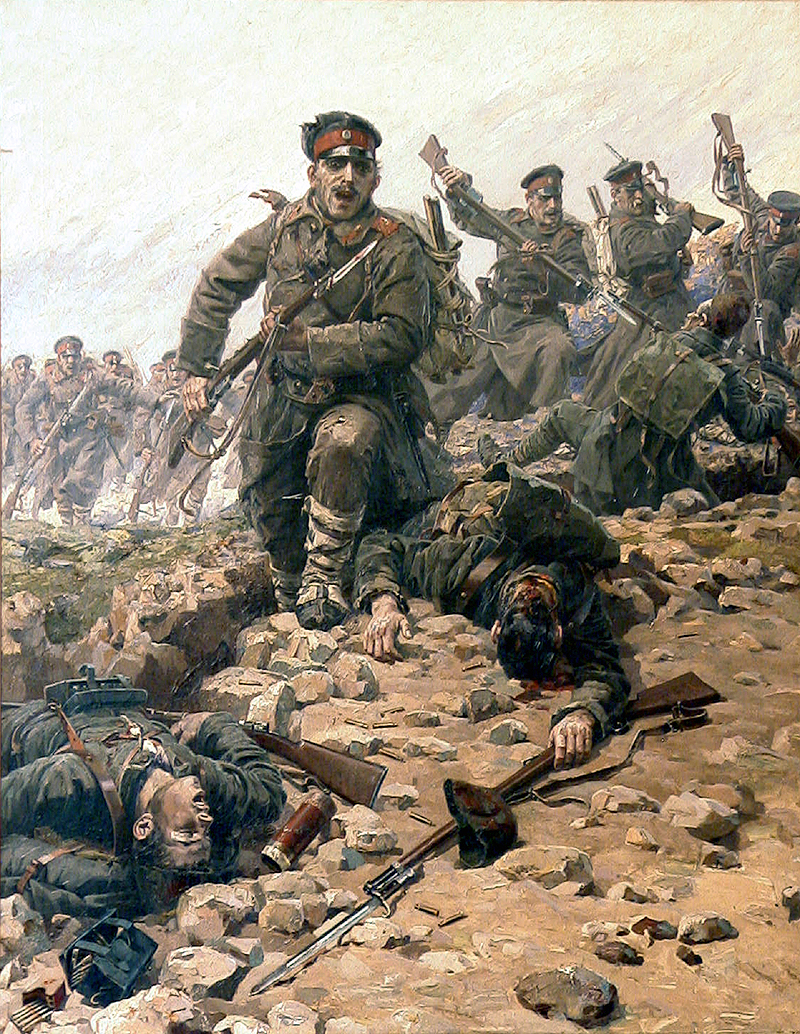
Tropas búlgaras asaltan las posiciones turcas.

En 1911 el primer ministro Nacionalista Ivan Geshov decidió formar una nueva alianza con Grecia y Serbia para enfrentarse al Imperio otomano, a pesar de las disputas territoriales entre ellos.
En febrero de 1912 Bulgaria y Serbia firmaron un tratado secreto y en mayo se firmó uno similar con Grecia. Montenegro se unió también a la alianza. La serie de acuerdos estipulaban que tanto Macedonia como Tracia serían divididas entre los países aliados, pero dejaban el trazado de las fronteras sin definir apenas, por las rivalidades entre ellos. Una vez que el Imperio otomano se negó a aplicar nuevas reformas en los territorios anhelados por los Estados balcánicos, comenzó la primera guerra balcánica en octubre de 1912.
Luego de la victoria de los aliados en la primera guerra balcánica, estos pronto se enzarzaron en disputas territoriales entre sí. Así como estaban las cosas, Bulgaria se enfrentó a sus antiguos aliados. Este segundo conflicto conllevó grandes pérdidas territoriales para Bulgaria, que tuvo que entregar el sur de Dobruja, concedido a Rumania, y casi toda Macedonia a excepción de los territorios que rodean Strumica, aunque mantuvo su acceso al Egeo a través de una franja de ciento veinte kilómetros y el puerto de Dedeagatch. Serbia obtuvo casi todo el norte de Macedonia, el Imperio otomano recuperó Edirne y la Tracia oriental, mientras que Grecia ocupó Epiro con Janina y se extendió unos setenta y cinco kilómetros al norte y este de Salónica. Montenegro y Serbia se repartieron el Sandžak y se creó Albania.
Las Guerras Balcánicas influyeron profundamente en el curso posterior de la historia de Europa. El desmantelamiento del Imperio Otomano y de Bulgaria originó tensiones igualmente peligrosas en el sureste europeo. Bulgaria abandonó su anterior cercanía a Rusia ante la falta de respaldo ruso en la disputa serbo-búlgara por el control de Macedonia y trató de lograr entonces el respaldo de la Triple Alianza para sus aspiraciones territoriales. Serbia se convirtió en el principal enemigo de los nacionalistas búlgaros al lograr el grueso del territorio macedonio ambicionado por estos.

### La Primera Guerra Mundial

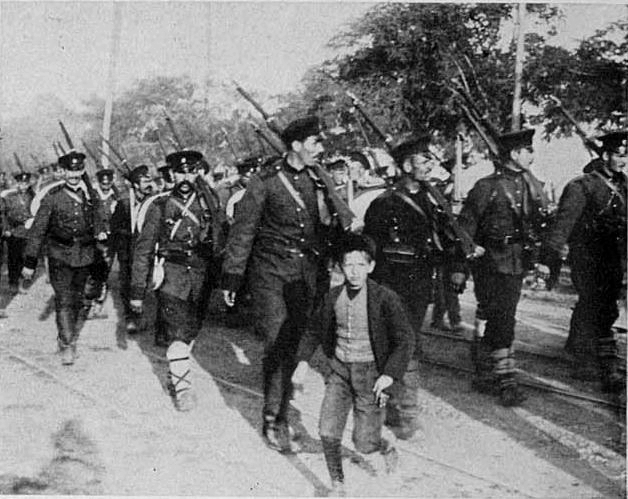
Movilización de soldados búlgaros.

Cuando a finales del verano de 1914 estalló finalmente la Primera Guerra Mundial entre los bloques de países aliados, Bulgaria se declaró neutral. Hasta la entrada en la guerra en el otoño de 1915, el objetivo del Gobierno fue la de sopesar las ofertas de la Triple Entente y de los Imperios Centrales a cambio del mantenimiento de la neutralidad o de la alianza buscando siempre anular las consecuencias territoriales y económicas de la derrota en la segunda guerra balcánica incluidas en el Tratado de Bucarest.
Bulgaria finalmente optó por aliarse con los Imperios tanto por la situación bélica del momento, que parecía augurar una victoria de estos, como por la mejor oferta territorial presentada por estos frente a la de la Entente. A comienzos de octubre de 1915, Bulgaria atacó Serbia en coordinación con Alemania y Austria-Hungría, acabando en dos meses con la resistencia del Ejército serbio.
Con la derrota serbia y la posterior rumana en 1916-1917, Bulgaria obtuvo la gran mayoría de sus aspiraciones territoriales (Macedonia, parte de la costa del Egeo de Grecia y territorio rumano), y trató de conservarlas una vez finalizada la contienda. El grave empeoramiento de la situación económica en el país y el debilitamiento del frente hicieron que la victoriosa ofensiva de la Entente a mediados de septiembre de 1918 condujese al hundimiento del frente y la rápida rendición búlgara a finales de mes. La derrota militar, que arrastró al resto de países aliados, condujo a la pérdida no solo de las conquistas realizadas durante el conflicto, sino de parte de los territorios que formaban en país en 1914.

### El periodo de entreguerras

Pérdidas territoriales búlgaras por el Tratado de Neuilly.

El periodo de entreguerras comenzó con un nuevo monarca, Boris III, hijo de Fernando, en el que este había abdicado en los últimos días de la guerra. Pronto el descontento popular llevó al Gobierno a la Unión Nacional Agraria Búlgara de Alejandro Stamboliski, que se había opuesto a la guerra. Hasta su derrocamiento en el golpe de Estado del 9 de junio de 1923, el Gobierno de Stamboliski aplicó una serie de profundas reformas favorables fundamentalmente para el campesinado. Los partidos tradicionales que habían gobernado durante las guerras que habían acabado en derrotas para Bulgaria quedaron muy debilitados en la posguerra, al tiempo que crecía el respaldo de agrarios y comunistas. La persecución de los partidos tradicionales por Stamboliski, que estableció un gobierno cada vez más autoritario, el disgusto de los nacionalistas macedonios, descontentos por los acuerdos del primer ministro con los yugoslavos y la sensación de pérdida de poder de las antiguas elites llevaron al derrocamiento violento de Stamboliski y sus partidarios.
Al golpe contra Stamboliski le siguieron una serie de Gobierno autoritarios aunque formalmente constitucionales. En 1931, el impacto de la Gran Depresión llevó a la elección de una nueva coalición de partidos que incluía una escisión de los agrarios, que no logró, sin embargo, resolver los problemas económicos causados por la crisis internacional. En 1934 una alianza de tecnócratas y militares (Zveno) dio un nuevo golpe de Estado que acabó con el gobierno constitucional e instauró un régimen autoritario con objetivos de modernización del país. Falto de respaldos, al año siguiente fue apartado del poder por el rey Boris, que controló el poder político en el país desde entonces hasta la abolición de la monarquía al final de la Segunda Guerra Mundial a través de una serie de gabinetes a su servicio.

### La Segunda Guerra Mundial

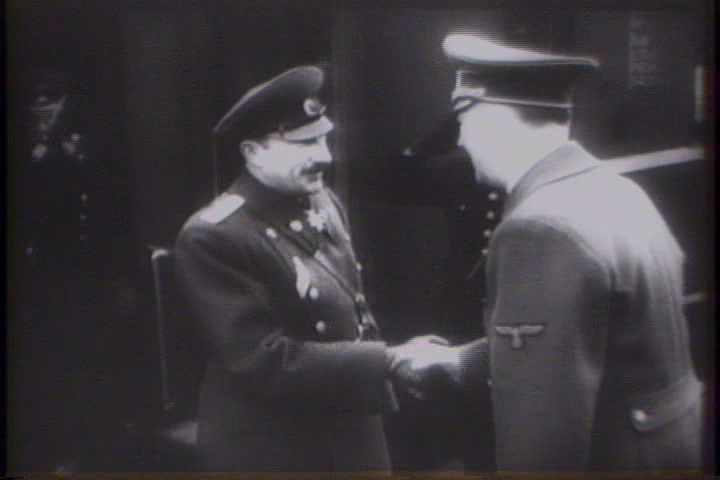
Boris III y Hitler en 1943, poco antes de la muerte del primero. Boris trató de mantener la neutralidad búlgara en la guerra mundial pero acabó aliándose con el Eje en marzo de 1941; Bulgaria recibió las ansiadas compensaciones territoriales por su participación en el conflicto.

Boris mantuvo al país alejado del nuevo conflicto mundial hasta la primavera de 1941, cuando la inminente ofensiva contra Grecia y la inclusión de los países vecinos en el Pacto Tripartito hizo que suscribiese este también, aliándose con el Eje. La participación militar búlgara en las campañas fue escasa, sirviendo principalmente como guarniciones en los territorios cedidos para su administración (Macedonia, parte del sur de Serbia y Tracia).
En el otoño de 1944, ante la llegada del Ejército soviético a las fronteras búlgaras, hubo unos frenéticos cambios de Gobierno que trataron de apaciguar a la URSS, con la que Bulgaria no se hallaba en guerra formalmente. Estos intentos fracasaron y las unidades soviéticas pronto entraron en Bulgaria, entregando el poder al opositor Frente Patriótico. 
Durante la posguerra, la lucha por el poder político entre el Partido Comunista Búlgaro y sus adversarios llevó entre otras consecuencias a la abolición de la monarquía y la proclamación de una república, pronto controlada por los comunistas.